# Walla Walla East
Walla Walla East és una concentració de població designada pel cens dels Estats Units a l'Estat de Washington. Segons el cens del 2000 tenia 2.479 habitants.

## Demografia
Segons el cens del 2000, Walla Walla East tenia 2.479 habitants, 947 habitatges, i 725 famílies. La densitat de població era de 569,7 habitants per km².
Dels 947 habitatges en un 32,7% hi vivien nens de menys de 18 anys, en un 66,8% hi vivien parelles casades, en un 6,9% dones solteres, i en un 23,4% no eren unitats familiars. En el 19,4% dels habitatges hi vivien persones soles el 10,3% de les quals corresponia a persones de 65 anys o més que vivien soles. El nombre mitjà de persones vivint en cada habitatge era de 2,58 i el nombre mitjà de persones que vivien en cada família era de 2,95.
Per edats la població es repartia de la següent manera: un 24,4% tenia menys de 18 anys, un 5,9% entre 18 i 24, un 25,3% entre 25 i 44, un 26,6% de 45 a 60 i un 17,8% 65 anys o més.
L'edat mediana era de 42 anys. Per cada 100 dones de 18 o més anys hi havia 93,7 homes.
La renda mediana per habitatge era de 49.844 $ i la renda mediana per família de 54.107 $. Els homes tenien una renda mediana de 37.462 $ mentre que les dones 25.592 $. La renda per capita de la població era de 22.709 $. Aproximadament el 4,6% de les famílies i el 8,1% de la població estaven per davall del llindar de pobresa.

## Poblacions properes
El següent diagrama mostra les poblacions més properes.